# Drapeau de la Moravie
 (juillet 2023).
La mise en forme du texte ne suit pas les recommandations de Wikipédia : il faut le « wikifier ».
Les points d'amélioration suivants sont les cas les plus fréquents. Le détail des points à revoir est peut-être précisé sur la page de discussion.
- Les titres sont pré-formatés par le logiciel. Ils ne sont ni en capitales, ni en gras.
- Le texte ne doit pas être écrit en capitales (les noms de famille non plus), ni en gras, ni en italique, ni en « petit »…
- Le gras n'est utilisé que pour surligner le titre de l'article dans l'introduction, une seule fois.
- L'italique est rarement utilisé : mots en langue étrangère, titres d'œuvres, noms de bateaux, etc.
- Les citations ne sont pas en italique mais en corps de texte normal. Elles sont entourées par des guillemets français : « et ».
- Les listes à puces sont à éviter, des paragraphes rédigés étant largement préférés. Les tableaux sont à réserver à la présentation de données structurées (résultats, etc.).
- Les appels de note de bas de page (petits chiffres en exposant, introduits par l'outil «  Source ») sont à placer entre la fin de phrase et le point final[comme ça].
- Les liens internes (vers d'autres articles de Wikipédia) sont à choisir avec parcimonie. Créez des liens vers des articles approfondissant le sujet. Les termes génériques sans rapport avec le sujet sont à éviter, ainsi que les répétitions de liens vers un même terme.
- Les liens externes sont à placer uniquement dans une section « Liens externes », à la fin de l'article. Ces liens sont à choisir avec parcimonie suivant les règles définies. Si un lien sert de source à l'article, son insertion dans le texte est à faire par les notes de bas de page.
- La présentation des références doit suivre les conventions bibliographiques. Il est recommandé d'utiliser les modèles {{Ouvrage}}, {{Chapitre}}, {{Article}}, {{Lien web}} et/ou {{Bibliographie}}. Le mode d'édition visuel peut mettre en forme automatiquement les références.
- Insérer une infobox (cadre d'informations à droite) n'est pas obligatoire pour parachever la mise en page.

Pour une aide détaillée, merci de consulter Aide:Wikification.
Si vous pensez que ces points ont été résolus, vous pouvez retirer ce bandeau et améliorer la mise en forme d'un autre article.

Le drapeau de la Moravie tel qu'il a été codifié en 2002-2003 et le plus ancien drapeau de la Moravie documenté, encore utilisé aujourd'hui.

Drapeau de Jihomoravský kraj. Le premier champ du drapeau est orné de l'aigle morave. Dans la quatrième et dernière case du drapeau se trouve un aigle à damier jaune et rouge, placé là comme symbole de réconciliation et d'intégration des différents groupes linguistiques, religieux et nationaux qui ont historiquement vécu en Moravie-du-Sud.

Le drapeau morave est un symbole qui représente la Moravie.
La première représentation des armoiries de la Moravie sur une bannière, puisque la bannière était dérivée des armoiries au Moyen Âge, se trouve sur la bannière du margrave représentée dans le Codex Gelnhausen de 1407 (une aigle échiquetée rouge argentée couronnée avec des griffes et une langue dorées), la première description écrite est même antérieure d'un siècle. Néanmoins, ni le margraviat de Moravie, ni le pays de Moravie, ni la région de Moravie-Silésie n'ont acquis de drapeau ni établi leur drapeau par un acte juridique en tant que personnalité juridique. Il reposait sur divers documents historiques, dessins et descriptions, dont l'utilisation ne reposait sur aucune base juridique. Le drapeau morave n'a obtenu ce statut qu'entre 2002 et 2003, lorsque les armoiries et les drapeaux ont été attribués aux régions actuelles, un demi-siècle après l'abolition du système provincial et l'introduction du système régional. Le drapeau est codifié dans le champ supérieur des drapeaux des régions de Vysočina, Jihomoravský, Olomoucký et Zlínský et dans le champ supérieur des drapeaux des régions de Pardubický et Moravskoslezský. Le drapeau est bleu, au centre du champ bleu figure une aigle échiquetée blanc et rouge couronnée et avec une armure jaunes.
C'est également sous cette forme qu'il a été proposé en 2023 par un groupe de députés dans le projet de loi sur les marques et drapeaux provinciaux.

## Histoire
La plus ancienne mention du drapeau morave (contrairement au drapeau, il est solidement attaché à la hampe) et de ses couleurs provient d'une chronique d'Ottokar aus der Gaal datant du tournant des 13e et 14e siècles. Il s'agit d'une description de la bataille de Kressenbrunn, qui s'est déroulée le 12 juillet 1260. Les armoiries de Bohême et de Moravie ont été décrites dans la chronique par l'aide de camp de Béla IV Heinrich Preissler. A la tête de l'armée de Bohême qui avançait, chevauchait Ottokar II de Bohême, à côté duquel flottait une bannière avec un lion blanc sur un velours rouge et, à côté, une bannière avec une aigle morave échiquetée rouge et blanc,,.
Hern Dietrich Spatzmanen
sach man die banier leiten:
in einem rȏten samît breiten
was gewohrt ein lewe wîz.

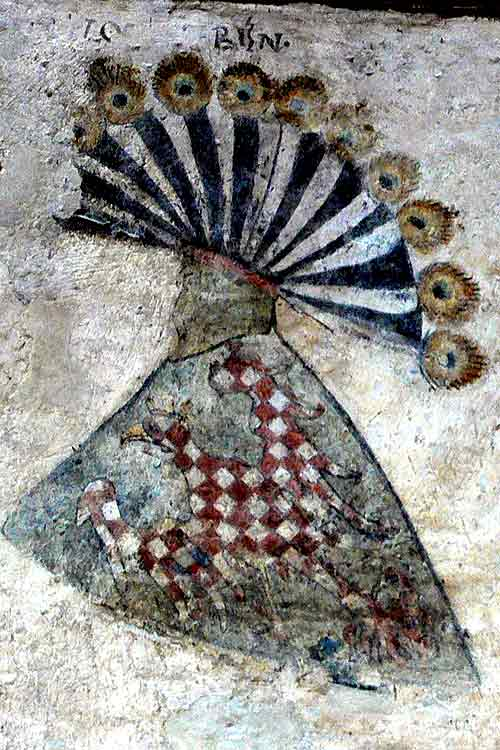
La plus ancienne représentation en couleur conservée des armoiries du margrave de Moravie à Gozzoburg

ouch heten ir baniere flîz, (Ils avaient aussi leurs bannières,)
die von Merhaeren wârn: (qui étaient originaires de Moravie :)
ein geschâchzabelten arn (l'aigle échiquetée)
von rȏter und von wîzer varbe (rouge et blanc)
sach man ob in begarbe (au-dessus d'eux pouvait être vu tout à fait)
waejen von dem winde. (dans le vent.)
Plus tard, la couleur du drapeau a été dérivée de la couleur des armoiries héraldiques,.
Depuis le règne de Ottokar II de Bohême, le margrave de Moravie est représenté par les armoiries d'une aigle couronnée échiquetée rouge et argent et aux griffes d'or, regardant vers la droite et se tenant sur un écu d'azur,.
De nombreux chercheurs ont tenté d'expliquer l'origine du chèque de l'aigle morave et de ses teintures.
La plus ancienne représentation colorée d'une aigle couronnée échiquetée rouge et argent se trouve dans le Gozzoburg, d'autres apparaissent à la fin du 13ème et au début du 14ème siècle. Le décor à fresque de la salle du Gozzoburg de Krems a été réalisé au plus tard vers 1270 (1269) ou en relation avec la chapelle Sainte-Catherine nouvellement construite (1267), en tout cas après 1262. Les armoiries de la Bohême, de la Moravie, de l'Autriche et de la Styrie sont présentes dans la salle (voir le type de sceau équestre de Ottokar II de Bohême après son couronnement comme roi avec quatre armoiries de pays identiques à celles du Gozzoburg), mais pas les armoiries de la Carinthie et de la Carniole, dont Ottokar II de Bohême a hérité en 1269,.

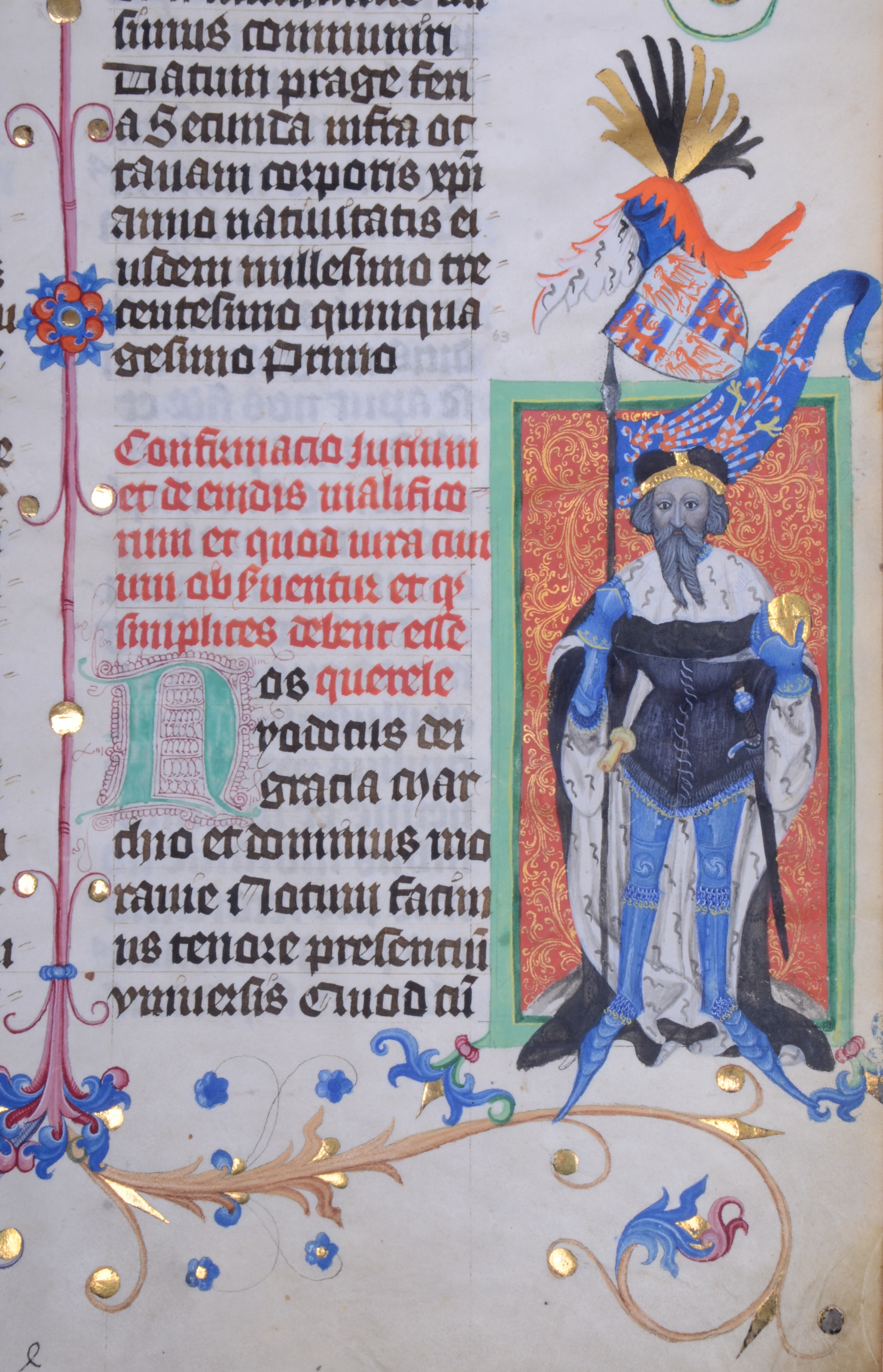
Mährische Fahne von Josht Luxemburg im Codex Gelnhausen auf Folio 63r.

L'aigle échiquetée est considéré comme armoiries du pays Moravie au moins depuis l'époque luxembourgeoise.
L'une des premières représentations documentées d'une bannière avec une aigle morave était celle du Codex Gelnhausen, qui montre la figure du margrave morave Jobst de Moravie avec une bannière bleue sur laquelle est fixée une aigle morave échiquetée blanc et rouge avec une couronne et une armure jaunes (logiquement sans bouclier). Le codex a été écrit quelque part entre le dernier tiers du 14e et le premier tiers du 15e siècle,.
Le privilège héraldique (lettre) de l'empereur Frédéric III du 7 décembre 1462, délivré aux États moraves à l'initiative du gouverneur morave et maréchal du royaume de Bohême Henri de Lipá, était un document qui, sous le règne de Georges de Bohême, modifiait la teinture d'argent initiale de l'aigle morave en remplaçant les champs d'argent du blason par des champs d'or, créant ainsi de nouvelles armoiries "corporatives". („color albus in glaucum sive aureum transmutetur“ (Couleur blanche changée en jaune ou en or)),,,. La publication de cette lettre est un exemple d'ingérence dans les affaires intérieures des pays tchèques, puisque Frédéric III, en tant qu'empereur romain, l'a accordée aux états moraves. Cependant, la Moravie faisait partie de la couronne de Bohême et, selon les lois promulguées par Charles, le monarque romain n'avait pas le pouvoir de faire une telle démarche, puisque la Moravie était sous la domination directe du roi de Bohême.
Historiquement, il y a eu plusieurs versions de drapeaux moraves utilisés simultanément en deux ou trois couleurs, dérivées de la teinture des armoiries du pays, notamment au XIXe siècle. Selon certains auteurs, le drapeau morave est blanc, rouge et bleu, rayé horizontalement dans cet ordre. Cette combinaison de couleurs était déjà le drapeau des patriotes moraves au XIXe siècle.

## Drapeau bleu à l'aigle morave
Dans l'expertise vexillologique sur le drapeau morave, publiée le 1. juin 2013 par les experts de la sous-commission d'héraldique et de vexillologie de la Chambre des députés du Parlement de la République tchèque (sous-commission de la commission de la science, de l'éducation, de la culture, de la jeunesse et de l'éducation physique) Zbyšek Svoboda, Pavel Fojtík, Petr Exner et le président de la Société vexillologique tchèque Jaroslav Martykán, le drapeau et l'étendard morave est considéré comme le drapeau et l'étendard historiquement le plus approprié dans sa forme documentée la plus ancienne, c'est-à-dire une feuille bleue avec un aigle à damier blanc et rouge,,.